# Refuge des Souffles
Le refuge des Souffles est un refuge de montagne situé à une altitude de 1 975 mètres dans la vallée du Valgaudemar au cœur du département français des Hautes-Alpes. Il se trouve au centre du massif des Écrins en bordure du parc national des Écrins. Il est accessible en deux heures et demi environ à partir du village de Villar-Loubière pour un dénivelé de 940 mètres environ,.

## Accès
L'accès au refuge des Souffles se fait à partir du village de Villar-Loubière situé à 43 kilomètres de la ville de Gap, chef-lieu du département des Hautes-Alpes via la route de Grenoble N85 et la D985A. La montée au refuge débute au nord du village de Villar-Loubière se trouvant à 1 040 mètres d'altitude par le GR54.

## Histoire

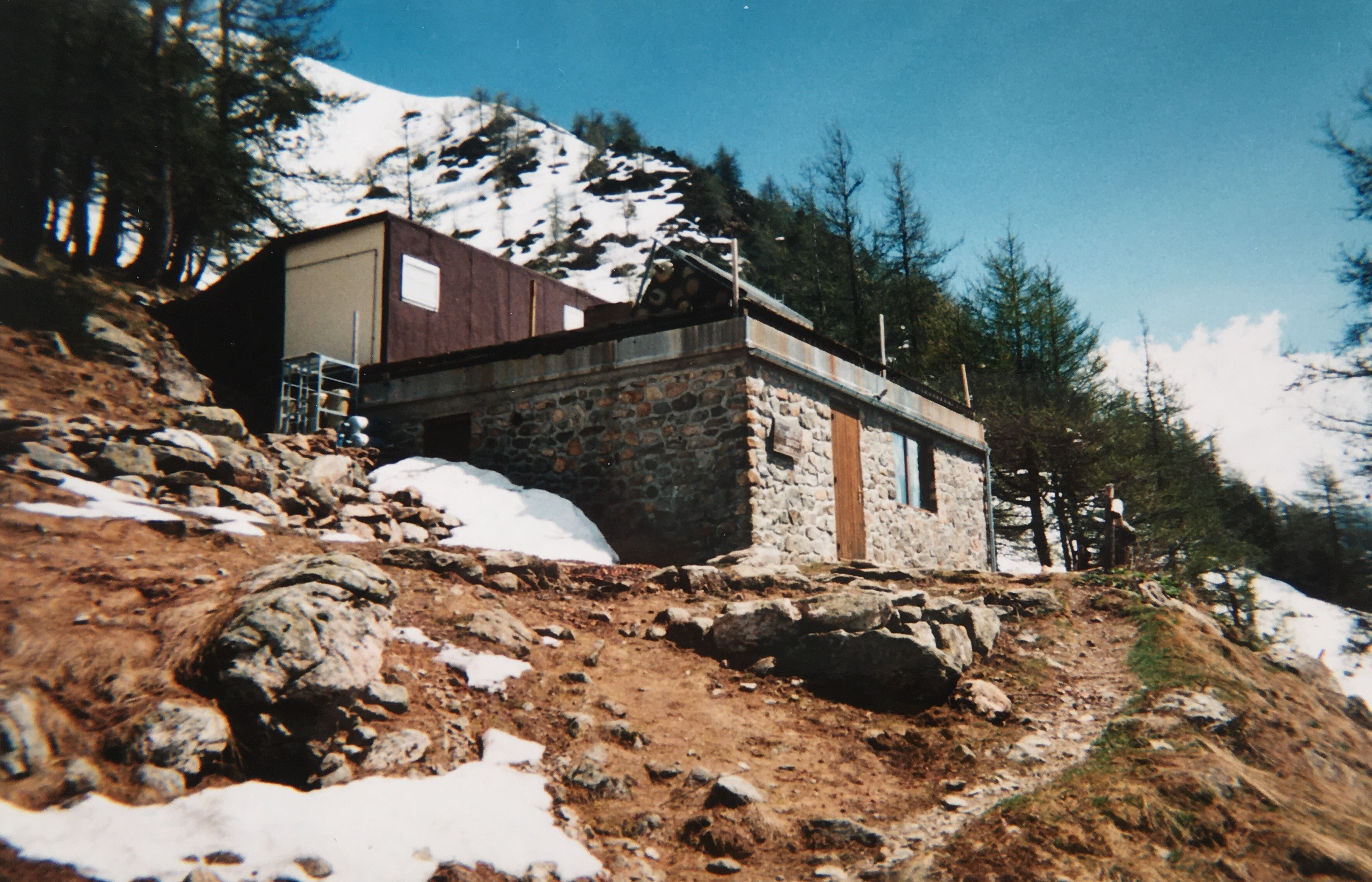
Ancien refuge des Souffles.

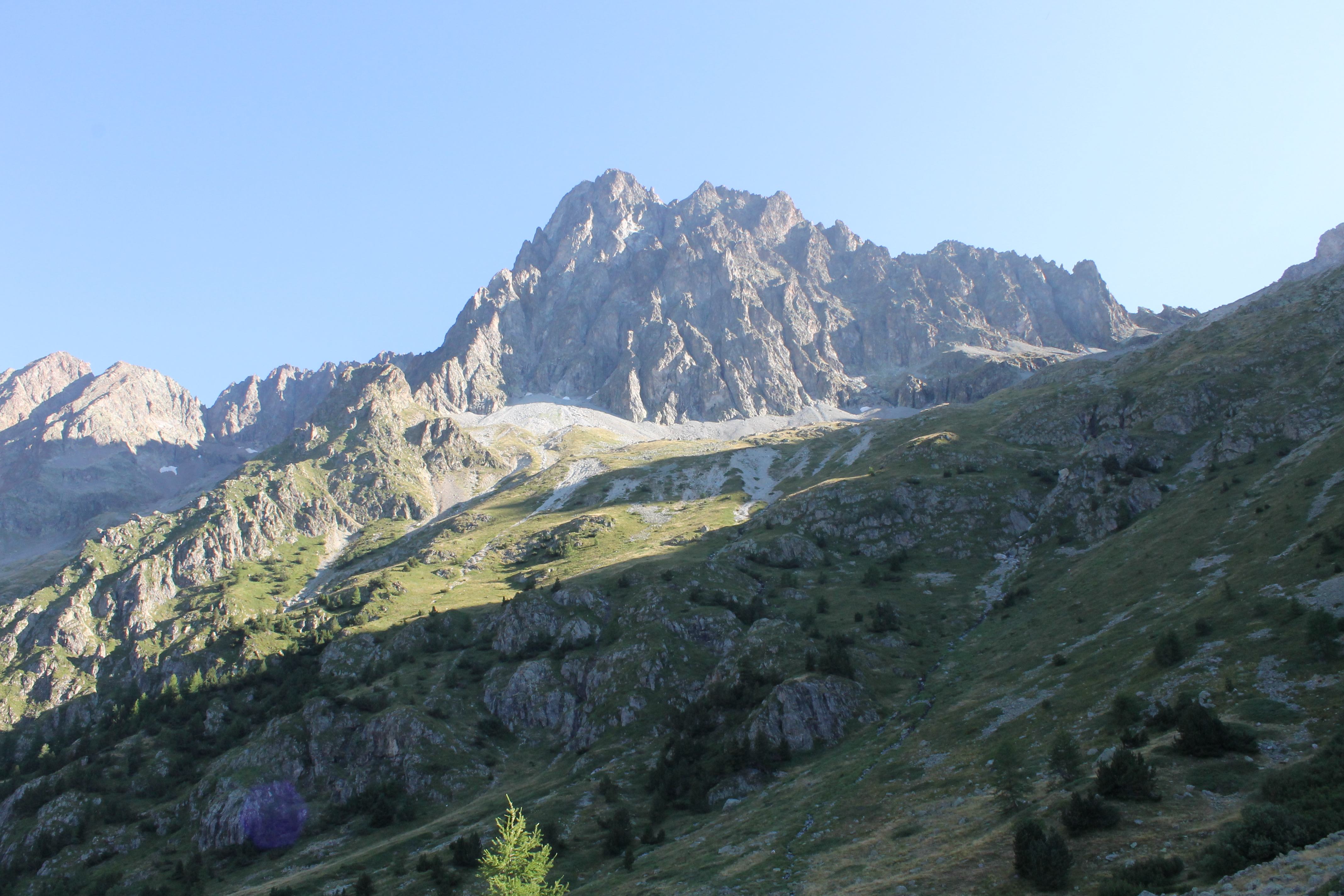
Pic des Souffles vu du refuge.

En 1955, un abri a été aménagé pour abriter les chasseurs, les bergers et le premier alpiniste allant gravir le pic des Souffles. Cet abri pouvait accueillir six personnes. En raison de l'essor de la randonnée, la Fédération française des clubs alpins et de montagne a été amenée à construire un vrai refuge en pierre en 1971 pouvant héberger vingt personnes. Sur le toit de ce refuge, une terrasse avait été installée pour profiter du cadre montagnard. Au fil des années, le refuge s'est abîmé et est devenu trop petit pour accueillir les randonneurs. En 2005, le refuge a été fermé pour être rénové et agrandi. Le nouveau a été inauguré dans l'été 2007.

## Caractéristiques et informations
Il s'agit d'un refuge gardé proposant de la restauration, une salle à manger, des dortoirs et des sanitaires. Il offre une capacité de 30 couchages en été et de 18 couchages en hiver. Chaque année le refuge se fait livrer de ce dont il a besoin pour l'été par héliportage.
Aux alentours du refuge des Souffles plusieurs activités peuvent être pratiquées comme la randonnée, l'alpinisme au pic des Souffles, à la cime d'Orgières et au pic Turbat, l'escalade au contrefort de la cime d'Orgières, le ski de randonnée et les raquettes en hiver au pic Turbat et dans le col de la Vaurze, le parapente avec plusieurs zones décollables et la pêche au lac Lautier.

## Traversées et randonnées itinérantes
Le refuge des Souffles est une étape du tour de l'Oisans qui est un des trois sentiers de grande randonnée des Alpes françaises.
Le refuge des Souffles est le point de départ de plusieurs randonnées : le col de la Vaurze (2 498 m), le col des Clochettes (2 183 m), le lac Lautier (2 350 m), le pic Turbat (3 028 m), le refuge de l'Olan (2 344 m), le col des Colombes (2 410 m) et le pas de l'Olan (2 683 m).
Le col de la Vaurze emprunté par le GR54 se trouve face au refuge, au dessus du plateau de la barrière, à droite du pic des Scies de Saint-Anne.
Le retour du refuge vers le village de Villar-Loubière peut se faire par le sentier de montée ou bien par le col des Clochettes qui mène au lac Lautier niché sous le pic Turbat.
Le pic Turbat se situe entre le refuge des Souffles et l'Olan. L'accès se fait par le lac Lautier.
Le refuge de l'Olan est accessible par le lac Lautier en suivant le col des Colombes et le pas de l'Olan.